# Grand Prix Formule 1 van Portugal 1985
De Grand Prix Formule 1 van Portugal 1985 werd verreden op 21 april op het circuit van Estoril. Het was de tweede race van het seizoen.

## Uitslag
| Positie | Nummer | Rijder             | Team              | Ronden | Tijd/Opgave         | Startplaats | Punten |
| ------- | ------ | ------------------ | ----------------- | ------ | ------------------- | ----------- | ------ |
| 1       | 12     | Ayrton Senna       | Lotus-Renault     | 67     | 2:00:28.006         | 1           | 9      |
| 2       | 27     | Michele Alboreto   | Ferrari           | 67     | + 1:02.978          | 5           | 6      |
| 3       | 15     | Patrick Tambay     | Renault           | 66     | + 1 Ronde           | 12          | 4      |
| 4       | 11     | Elio de Angelis    | Lotus-Renault     | 66     | + 1 Ronde           | 4           | 3      |
| 5       | 5      | Nigel Mansell      | Williams-Honda    | 65     | + 2 Rondes          | 9           | 2      |
| 6       | 4      | Stefan Bellof      | Tyrrell-Ford      | 65     | + 2 Rondes          | 21          | 1      |
| 7       | 16     | Derek Warwick      | Renault           | 65     | + 2 Rondes          | 6           |        |
| 8       | 28     | Stefan Johansson   | Ferrari           | 62     | + 5 Rondes          | 11          |        |
| 9       | 24     | Piercarlo Ghinzani | Osella-Alfa Romeo | 61     | + 6 Rondes          | 26          |        |
| NC      | 9      | Manfred Winkelhock | RAM-Hart          | 50     | Niet geklasseerd    | 15          |        |
| NF      | 1      | Niki Lauda         | McLaren-TAG       | 49     | Motor               | 7           |        |
| NF      | 23     | Eddie Cheever      | Alfa Romeo        | 36     | Motor               | 14          |        |
| NF      | 2      | Alain Prost        | McLaren-TAG       | 30     | Spin                | 2           |        |
| NF      | 25     | Andrea de Cesaris  | Ligier-Renault    | 29     | Banden              | 8           |        |
| NF      | 7      | Nelson Piquet      | Brabham-BMW       | 28     | Banden              | 16          |        |
| NF      | 18     | Thierry Boutsen    | Arrows-BMW        | 28     | Elektrisch probleem | 10          |        |
| NF      | 3      | Martin Brundle     | Tyrrell-Ford      | 20     | Transmissie         | 22          |        |
| NF      | 21     | Mauro Baldi        | Spirit-Hart       | 19     | Spin                | 24          |        |
| NF      | 6      | Keke Rosberg       | Williams-Honda    | 16     | Spin                | 3           |        |
| NF      | 26     | Jacques Laffite    | Ligier-Renault    | 15     | Banden              | 18          |        |
| NF      | 17     | Gerhard Berger     | Arrows-BMW        | 12     | Spin                | 17          |        |
| NF      | 29     | Pierluigi Martini  | Minardi-Ford      | 12     | Spin                | 25          |        |
| NF      | 22     | Riccardo Patrese   | Alfa Romeo        | 4      | Spin                | 13          |        |
| NF      | 10     | Philippe Alliot    | RAM-Hart          | 3      | Spin                | 20          |        |
| NF      | 8      | Francois Hesnault  | Brabham-BMW       | 3      | Elektrisch probleem | 19          |        |
| NF      | 30     | Jonathan Palmer    | Zakspeed          | 2      | Ophanging           | 23          |        |

## Statistieken
| Pole-position | Ayrton Senna | Lotus-Renault | 1:21.007 |
| Snelste ronde | Ayrton Senna | Lotus-Renault | 1:44.121 |

## Noot
- Eerste pole position, eerste rondes als raceleider, eerste Grand Prix-winst en eerste Grand Slam voor Ayrton Senna. Deze race - gereden in de stromende regen - zou kenmerkend zijn voor de kwaliteiten van de (jonge) getalenteerde Braziliaan die een meester was in natte (race)omstandigheden.
- Vijfentwintigste pole position en vijfentwintigste snelste ronde voor een Braziliaanse coureur.
- Tiende podiumplaats voor Patrick Tambay.

1958 · 1959 · 1960 · 1984 · 1985 · 1986 · 1987 · 1988 · 1989 · 1990 · 1991 · 1992 · 1993 · 1994 · 1995 · 1996 · 2020 · 2021